# Diabolical Figures
| Оценки критиков | Оценки критиков |
| Источник        | Оценка          |
| --------------- | --------------- |
| AllMusic        | [ 1 ]           |
| Sputnik Music   | [ 2 ]           |

Diabolical Figures — седьмой студийный альбом итальянской блэк-метал-группы Graveworm, вышедший в 2009 году на лейбле Massacre Records.
Diabolical Figures был записан на студии Stage One в Боргентрайхе, Германия.

### Концепция альбома
В основе лирики нашего нового альбома лежат всевозможные проявления дьявольской натуры в мире, в котором мы живем. К примеру, песня «New Disorder» повествует о проблемах, которые доставляет людям религия. Не какая-то конкретная, а как явление, в целом. Песня «Circus Of The Damned» — своего рода экскурс в историю. Она о римском Колизее, где люди умирали ни за что на потеху пресыщенной публике. «Architects Of Hate» рассказывает о жестокости нацистов. И дальше в том же духе. Обложка основана на лирическом содержании пластинки, и, в общем-то, на ней вы можете видеть главную «дьявольскую фигуру»: человека…
— Стефан Фиори 

## Список композиций
| №   | Название                                 | Длительность |
| --- | ---------------------------------------- | ------------ |
| 1.  | «Vengeance Is Sworn»                     | 4:18         |
| 2.  | «Circus of the Damned»                   | 5:58         |
| 3.  | «Diabolical Figures»                     | 4:54         |
| 4.  | «Hell's Creation»                        | 4:05         |
| 5.  | «Forlorn Hope»                           | 6:27         |
| 6.  | «Architects of Hate»                     | 4:07         |
| 7.  | «New Disorder»                           | 3:10         |
| 8.  | «Message in a Bottle» (The Police cover) | 4:16         |
| 9.  | «Ignorance of Gods»                      | 4:56         |
| 10. | «The Reckoning»                          | 2:14         |